# Sphenoptera ambigua
Sphenoptera ambigua es una especie de escarabajo del género Sphenoptera, familia Buprestidae. Fue descrita científicamente por Klug en 1829.

## Distribución
Habita en la región paleártica.